# Майонез
Майоне́з (фр. mayonnaise) — соус, приготовленный из растительного масла, яичного желтка, горчицы, уксуса (или лимонного сока), соли и сахара.

## История

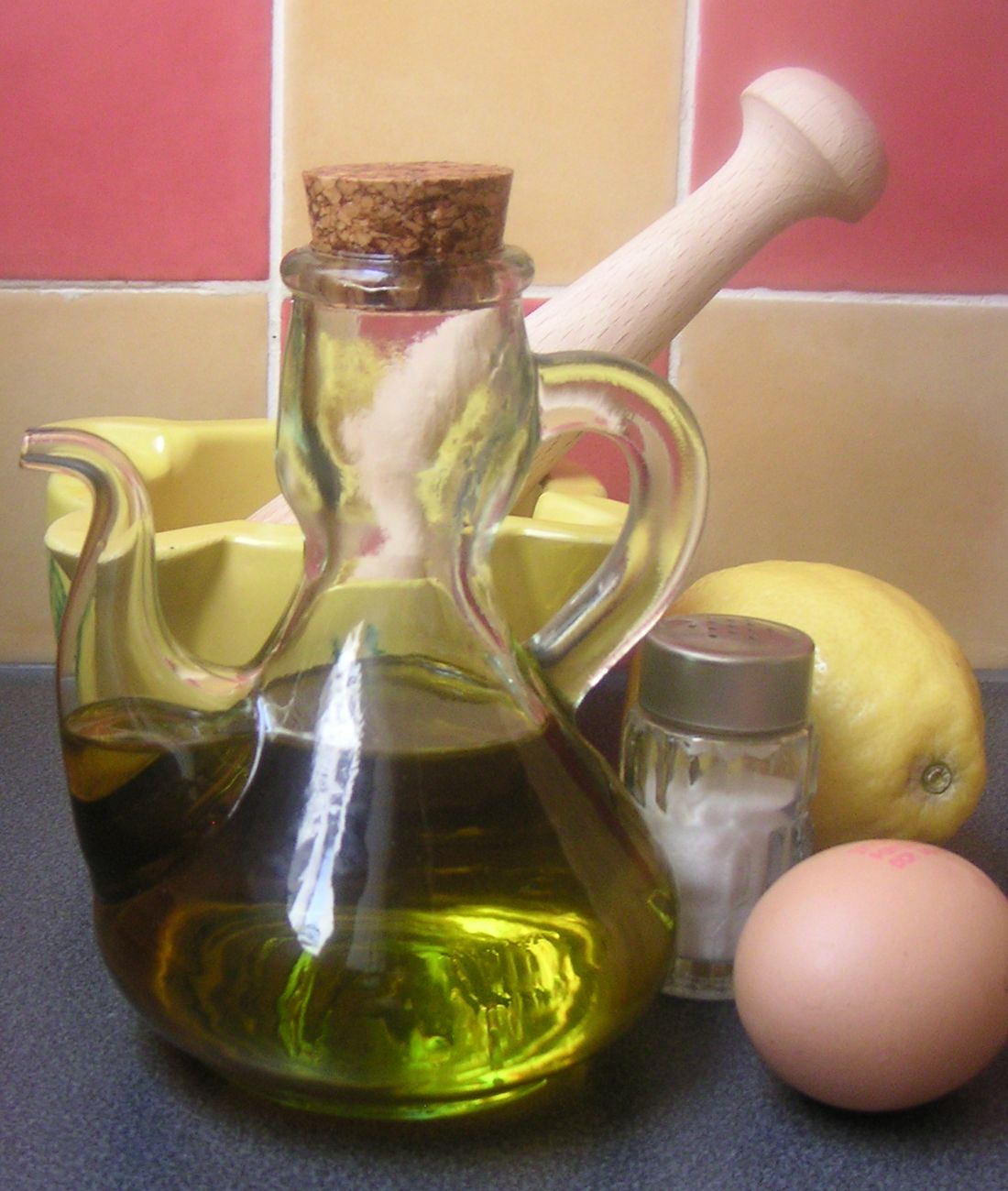
Компоненты приготовления домашнего майонеза

До того, как соус под названием майонез появился во французских кулинарных книгах в XVIII веке, несколько вариантов подобных соусов существовало в Испании и во Франции.
Возможно, майонезный соус берёт свое начало от древнего ремулада. Согласно другой гипотезе, он произошёл от айоли. Наконец, процесс эмульгирования яичного желтка был давно известен фармацевтам, которые использовали его для приготовления мазей.
В 1806 году Андре Виард в книге «Императорская кухня» преобразовал рецепт ремулада, заменив ру яичным желтком. В другом месте (рецепт индийского ремулада без горчицы) он указывает, что связывание облегчается, если вводить масло понемногу. Это первое современное упоминание о стабильном холодном эмульгированном соусе. В той же книге он также предлагает соус под названием майонез (первое зафиксированное упоминание этого названия), но это не эмульсия, а соус, родственный велюте и желе. Рецепт Андре Виарда 1806 года для «poulets en mayonnaise» описывает соус, включающий в себя велуте, желатин, уксус а также дополнительное яйцо для его загущения, и который превращается в гель, похожий на холодец. Автор известной в России кулинарной книги Елена Молоховец включает майонез вместе с заливным в раздел своей книги, рассказывающий о холодных блюдах. Там его рекомендуется готовить из бульона, ланспика, который взбивают с прованским маслом в мусс для заливки основного продукта.
Только в 1815 году Мари-Антуан Карем упоминает холодный «магнонез», эмульгированный яичным желтком. В английском языке слово «mayonnaise» появилось в 1815 году.
Что касается этимологии названия, то его происхождение неясно, похоже, что впервые оно появляется в 1806 году. Гипотезы о происхождении названия были многочисленными, противоречивыми и тем более сложными для распутывания, что их авторы были широко известны.
Larousse Gastronomique 1961 придерживается мнения, что слово произошло от старого французского moyeu, которое, среди прочего, означало «желток».
Существуют и другие версии его происхождения, в основном легендарные и основанные на ярких исторических событиях. Одна из них, географическая, связывает «майонез» с городом Маон на острове Менорка архипелага Балеарские острова:
Слово «майонез» — географического происхождения и связано с названием города Маон — столицы испанского острова Менорка, входящего в состав Балеарских островов. Как указано в одном из французских энциклопедических словарей, Маон был завоёван герцогом Ришельё. В 1758 году британские войска осадили этот город. У французов иссякли запасы продовольствия, за исключением яиц и оливкового масла. Из этих продуктов повара готовили яичницу и омлеты, которые изрядно надоели французским офицерам. Герцог Ришельё приказал своему повару приготовить какое-нибудь новое блюдо. Находчивый повар взбил яйца с маслом и приправил эту смесь солью и пряностями.
Однако это слово появилось лишь спустя несколько десятилетий после того, как упомянутое событие должно было произойти.
На самой Менорке майонез называется salsa mahonesa (маонский соус). Вполне возможно, что этот простой соус довольно древний и возник независимо в нескольких местах Средиземноморья — там, где есть оливковое масло и яйца. Существует и ещё одна версия, что майонез произошёл от соуса айоли (чеснок, перетёртый с оливковым маслом), известного с незапамятных времён.
«Майонез де пулет» (mayonnaise de poulet) упоминается путешественником, который бывал в Париже в 1804 году, но не описывается.
Майонез, возможно, существовал задолго до этого: «Весьма вероятно, что там, где существовало оливковое масло, происходило простое приготовление масла и яиц — особенно в средиземноморском регионе, где производятся айоли (масло и чеснок)».
Чили является третьим по величине в мире потребителем майонеза на душу населения и первым в Латинской Америке. Майонез стал широко доступным с 1980-х годов.

## Традиционный состав
Оригинальный рецепт майонеза состоит из яичного желтка, растительного масла и соли. Состав, ставший классическим, включает в себя также уксус и молотый чёрный перец. Современые рецепты иногда включают в себя горчицу и лимонный сок, которым замещают (или дополняют) уксус. В Германии и Нидерландах майонез традиционно немного подслащивают сахаром. В классической французской кухне майонез, включающий в свой состав горчицу, принято относить к ремуладам.
В России и странах СНГ в качестве основных ингредиентов чаще всего используют подсолнечное масло и горчичное масло. В других странах очень часто используются оливковое масло и протёртая горчица.

## Майонез промышленного производства
| Состав                            | %   |
| --------------------------------- | --- |
| Масло подсолнечное рафинированное | 68  |
| Желтки свежие                     | 10  |
| Горчица готовая                   | 6,7 |
| Сахар                             | 2,3 |
| Уксус (5%-й)                      | 11  |
| Специи                            | 2   |

Производство промышленного майонеза в целом следует классической рецептуре, но использует растительные масла в очищенном (рафинированном) виде. Вместо свежих желтков могут использоваться яичные продукты (яичный порошок). Возможные дополнительные компоненты в составе: вода, сухие молочные продукты (сухое молоко), ароматизаторы горчицы, подсластители, загустители, стабилизаторы, эмульгаторы, консерванты.
Важное качество такого майонеза — это продолжительный срок хранения, составляющий от 20 дней до нескольких месяцев, что достигается пастеризацией и рафинированием продуктов, а также, в отдельных случаях, использованием консервантов.

### В СССР и России
В Советском Союзе столовый майонез выпускался под названием «Провансаль» (от фр. à la provençale — по-провансальски), его производили на многих масложировых комбинатах. Рецепт и состав майонеза регламентировался Межреспубликанскими техническими условиями № 18/139-66 «Майонезы (столовый, „провансаль“, с пряностями, с вкусовыми и желирующими добавками, диетические)». Майонез производился из традиционных продуктов: подсолнечного масла, воды, яичного порошка, сухого молока, соли, сахара, горчичного порошка, уксуса — и имел жирность 67 %. Единственным консервантом в составе майонеза «Провансаль» был спиртовой уксус.
В России стандарты в пищевой промышленности, в том числе и стандарты на майонез, были значительно либерализованы. ГОСТ 30004.1-93 давал большую свободу в выборе состава и применении химических добавок. Но производители не спешат следовать даже ему, изобретая собственные ТУ. Согласно ГОСТ 30004.1-93, все готовые «майонезы» в зависимости от своей жирности делились на классы:
- высококалорийные (массовая доля жира от 55 %; воды менее 35 %)
- среднекалорийные (массовая доля жира 40—55 %; воды 30-50 %)
- низкокалорийные (массовая доля жира до 40 %; воды более 50 %)

1 июля 2012 года вступил в силу ГОСТ Р 53590-2009, который значительно ужесточает требования к составу майонеза. Майонезом может называться лишь продукт, содержащий не менее 50 % жира и 1 % яичного порошка. Продукты с содержанием жира не менее 15 %, а также не содержащие яичных продуктов (в перерасчёте на сухой яичный порошок) могут называться «майонезный соус», а при содержании жира не менее 10 % — «крем на растительных маслах».

### Технология
Майонез представляет собой эмульсию «масло в воде», для его приготовления традиционно использовался яичный лецитин (яичный желток). Позже[когда?] он был почти полностью вытеснен соевым лецитином и другими эмульгаторами, показатель гидрофильно-липофильного баланса которых находится в пределах 8…18.

### Срок годности
Оригинальный майонез хранится всего несколько дней, так как в его рецептуру входят скоропортящиеся продукты. Для увеличения срока годности производители используют консерванты, рафинирование и пастеризацию компонентов. Срок годности майонезов разных торговых марок колеблется от 1 до 7 месяцев.

## Регулирование
Согласно СанПиН, майонез запрещён для питания в школах, учреждениях начального и среднего профессионального образования России наряду с кетчупом, грибами, окрошкой, макаронами по-флотски и яичницей-глазуньей.

## Влияние на организм
Диетолог, доктор медицинских наук М. М. Гинзбург (директор Самарского НИИ диетологии и диетотерапии) отмечает, что вред майонеза является по большей степени обывательским мифом и влияет плохо на здоровье не сам майонез, а дисбаланс в потреблении жиров и в первую очередь излишнее потребление калорий.
Сам по себе майонез состоит на 60—80 % из растительного подсолнечного масла, которое, в отличие от животных жиров, не влечёт образования излишнего холестерина, то есть в балансе употребления жиров является одним из наиболее безопасных. Яичный порошок и сухое молоко в составе майонеза не являются более опасными для здоровья, чем яйца и молоко. Горчичное масло в составе майонеза является одним из самых эффективных средств для генерации «гормона счастья» эндорфина, что объясняет появляющийся прилив бодрости после употребления майонеза и тягу к нему.
Хотя основной ингредиент майонеза — подсолнечное масло — не содержит холестерина, тем не менее, яйца в составе майонеза содержат его очень много. По данным USDA, в обычном майонезе — 42 мг холестерина на 100 граммов. Для сравнения, по данным USDA, в яйцах — 373 мг, в сливочном масле — 215 мг, а в мясе — 73 мг на 100 граммов. Иногда указывают, что холестерин разрушается во время жарки, а салаты с майонезом подаются обычно без термической обработки, поэтому майонез является серьёзным источником холестерина. Между тем, это не соответствует действительности, так как кристаллы холестерина до +148 °C даже не плавятся, а разрушается холестерин только при +360 °С. Кроме этого, следует учитывать[кому?], что яичный порошок в составе промышленного майонеза также проходит пастеризацию при высокой температуре.
Поскольку при промышленном изготовлении майонеза используются очищенные (рафинированные) масла, а также пастеризованные при высокой температуре яичный и молочные порошки, в майонезе практически отсутствуют бактерии и вирусы, что объясняет большую длительность хранения промышленного изготовленного майонеза и чрезвычайно низкий риск пищевого отравления им. При рафинировании масел, используемом для промышленных майонезов, уничтожаются приводящие к порче продуктов окислители, такие как свободные жирные кислоты. Пастеризация яичного порошка делает невозможным инфицирование сальмонеллой. Следует, правда, учесть[кому?], что рафинирование и пастеризация также снижают количество витаминов и фосфоросодержащих веществ. При изготовлении майонезов по «домашним рецептам» из натуральных масел, яиц и молока сохраняется больше полезных веществ, но повышается риск отравления от порчи продуктов или инфицирования при их заражении бактериями или вирусами.
Опасность майонеза для здоровья заключается в его очень высокой калорийности — 680 ккал на 100 граммов из-за большого количества растительных жиров. При этом калорийность майонеза, по данным USDA, ниже подсолнечного масла (884 ккал), что связано с тем, что майонез представляет собой эмульсию «вода в масле», то есть подсолнечное масло разбавлено водой, поэтому калорийность продукта ниже.

### Опасность сальмонеллы и других бактерий/патогенов в домашних майонезах
Увлечение кулинаров-любителей домашними майонезами из-за уверенности в их большей полезности относительно пастеризованных компонентов промышленных майонезов привело к отравлению десятков тысяч человек и многочисленным смертельным исходам. Наибольшую опасность домашние майонезы представляют из-за сальмонеллы, для которой кислотность обычного домашнего майонеза является оптимальной для развития, поэтому отравления происходят особо тяжкие и массовые. Кустарно изготовленные майонезы являются одним из основных источников инфицирования сальмонеллой в мире. Наиболее известные и резонансные случаи отравления домашними майонезам следующие. В 1955 году в Дании более 10 000 человек отравились сальмонеллой из домашнего майонеза, сделанного вручную в столовой. Несмотря на принятые регуляторами меры по запрещению изготовления майонеза кустарными методами, в том же году отравился сальмонеллой ещё 41 человек с 2 смертельными исходами. В 1976 году кустарно изготовленным майонезом в ресторане в Испании отравилось более 500 человек с 6 смертельными исходами. В 1990 году в Нью-Йорке 404 человека заболели и 9 умерли от сальмонеллы в кустарно приготовленном майонезе в госпитале. Указанные резонансные инциденты привели к ограничению применения самостоятельно приготовленных майонезов без пастеризации яиц в США и ЕС. Рестораны в США и ЕС, использующие натуральные яйца для приготовления свежего майонеза, обязаны иметь приборы для контроля кислотности не выше 4,1 Ph для исключения создания условий для размножения сальмонеллы. Несмотря на эти известные меры, многие эксперты считают домашние майонезы из свежих яиц очень опасными, а также регуляторы в США уничтожают все майонезы из свежих яиц без пастеризации, поступившие в продажу супермаркетов, как потенциально опасные, даже если сальмонелла в них не обнаружена.
Сальмонелла не является единственной опасной бактерией в домашних майонезах. В любом домашнем майонезе, изготовленном без пастеризованных и рафинированных компонентов, начинают быстро развиваться бактерии Saccharomyces, Lactobacillus fructivorans и Zygosaccharomyces. Они ответственны за быструю порчу и отравление при употреблении просроченного домашнего майонеза. Признаком порчи домашнего майонеза является характерный дрожжевой запах от растущих колоний бактерий. Как и в случае с сальмонеллой, эффективным средством является регуляция кислотности. При кислотности между 3,6 и 4,0 Ph рост колоний бактерий в домашнем майонезе существенно замедляется.
Большая опасность отравлений бактериями от домашних майонезов и большое количество пострадавших от них является предметом фундаментальных академических исследований. Так, предотвращению опасности от домашних майонезов микробиолог, профессор Ан Вермёлен (фр. An Vermeulen) посвятил монографию «Оценка микробиологической стабильности и безопасности кислых соусов и салатов на основе майонеза с помощью вероятностных моделей роста/сокращения». Профессор в начале труда рекомендует отказываться от кустарно изготовленных майонезов в пользу коммерческих майонезов с пастеризацией компонентов. Также исследователь отмечает, что производители промышленных майонезов совершенствуют пищевую безопасность своей продукции и стали широко использовать лимонную кислоту не только как вкусовую добавку, но и для подбора необходимых уровней кислотности, активно препятствующих размножению бактерий. В то же время защита от инфекций майонезов из свежего молока и яиц требует незаурядного соблюдения технологии пищевой безопасности. Ученый отмечает, что помимо сальмонеллы, большую опасность представляет возможность инфицирования из салата с домашним майонезом внутриклеточным паразитом из рода листерии (L. monocytogenes). Исследователь указывает, что заражение сальмонеллой и другими бактериями в целом не является предметом покупки «качественных яиц», а зависит в большей степени от способа приготовления майонеза. Дело в том, что сальмонелла в небольших количествах присутствует практически в любых яйцах или молоке, в том числе продающихся в любом магазине, однако там они встречаются в безопасной концентрации, которая легко преодолевается иммунитетом человека. Но если состав майонеза создаёт благоприятные условия для развития сальмонеллы, то возможно отравление исходно «безопасной дозой» (10—25 CFU) сальмонеллы, которую пропускает ветеринарный контроль птицефабрики, так как эта доза является только стартовым посевом будущей колонии бактерий.